# Scano di Montiferro
Scano di Montiferro (sardinsky: Iscànu) je italská obec (comune) v provincii Oristano v regionu Sardinie. Nachází se ve výšce 385 metrů nad mořem a má přibližně 1 400 obyvatel. Rozloha obce je 60,47 km².